# Half-Life: Decay
Half-Life: Decay és una expansió inclosa a la versió per PlayStation 2 del videojoc d'acció en primera persona per PC, Half-Life, desenvolupat per Gearbox Software i publicat el 2001.
Igual que les altres expansions de Gearbox, Blue shift i Opposing Force, Decay torna al mateix escenari i el mateix moment que la història original, però amb diferents personatges jugables: dues companyes de feina de Gordon Freeman, la Dra. Gina Cross i la Dra. Colette Green. La Dra. Gina Cross és la model per l'holograma de l'entrenament del vestit HEV, i pot ser vista en una ocasió a Blue Shift. La Dra. Green és un nou personatge inventat exclusivament per Decay. Tot i que Gearbox va crear una versió per PC del joc, mai va sortir a la venda.

## Història
La Dra. Cross i la Dra. Green són membres d'un grup diferent a Black Mesa que el grup del protagonista de Half-Life, en Gordon Freeman. Són responsables de supervisar l'equip que en Gordon utilitza durant l'experiment i són controlades pel Dr. Rosenberg (que també apareix a 'Blue Shift') i el Dr. Richard Keller. La Cross i la Green entreguen la mostra a en Freeman just abans que passi l'incident; igual que en Freeman, es veuen obligades a lluitar per sobreviure després de la cascada de ressonancies.
La Cross i la Green ajuden a en Rosenberg a arribar al lloc on després el troba en Barney Calhoun a Blue Shift. Després preparen un satèl·lit per ser llançat (un esdeveniment vist a Half-Life) i immediatament després utilitzen el satèl·lit en tàndem com equipament terrestre per debilitar els efectes de la cascada de ressonancies.

### Capítols
La història del joc està dividida en un total de 10 capítols.
- Dual Access
- Hazardous Course
- Surface Call
- Resonance
- Domestic Violence
- Code Green
- Crossfire
- Intensity
- Rift
- Xen Attacks

### Armes
El jugador pot obtener moltes de les armes que trobem al Half-Life original, excepte la Gauss Gun, la Egon i la ballesta.

### Joc
A diferència dels altres jocs de Half-Life, que només eren per un jugador, el Decay està dissenyat com un joc multijugador. Tot i que també pot jugar-hi una sola persona intercanviant els dos personatges. Molts puzzles i situacions de combate requereixen la cooperació dels dos personatges. El joc és l'únic a la sèrie de Half-Life con la pantalla dividida.
El Decay té un sistema de rànking en totes les seves missions, amb una puntuació que va des de la F(pitjor) a la A (millor) basat en la precisió, el nombre de morts d'enemics i el dany que s'ha patit a la missió. Si tots els niveles han estat arxivats amb el nivell A, una missió extra, "Xen Attacks", podrà ser jugada manejant un parell de Vortigaunts.